# Abies koreana
Abies koreana ("gusang namu" en coreà) és una espècie de conífera de la família de les pinàcies endèmica de les altes muntanyes de Corea del Sud, incloent les illes Jeju. Creix en altituds de 1.000-1.900 m en boscos plujosos temperats. És molt popular com arbre ornamental en jardins de clima temperat.

## Característiques
És un arbre perenne de mida mitjana que arriba a 10-18 m d'altura, amb un tronc de 70 cm de diàmetre, més petit i fins i tot arbust a altituds més altes.
L'escorça és suau i resinosa de color gris-marró. Les fulles són semblants a agulles i tenen 1-2 cm de longitud i 2-2,5 mm d'ample, de color verd fosc a dalt i per baix amb dues bandes d'estomes de color blanc.
Les pinyes són de 4-7 cm de longitud i 1-2 cm d'ample de color púrpura fosca abans de madurar. Les llavors alades es dispersen quan es disgreguen als 6 mesos de la pol·linització.